# Гропанеле
Гропанеле (рум. Gropanele) — село у повіті Долж в Румунії. Входить до складу комуни Гречешть.
Село розташоване на відстані 226 км на захід від Бухареста, 48 км на захід від Крайови.

## Населення
За даними перепису населення 2002 року у селі проживали 327 осіб, усі — румуни. Усі жителі села рідною мовою назвали румунську.